# Зайденберг Борис Ілліч
Бори́с Іллі́ч Зайденбе́рг (*21 травня 1929, Одеса, УРСР, СРСР — †20 жовтня 2000, Одеса, Україна) — радянський і український актор театру і кіно, театральний режисер. Заслужений артист РРФСР (29.08.1961). Нагороджений медалями. Член Національної спілки кінематографістів України.

## Життєпис
Борис Зайденберг народився 21 травня 1929 року в Одесі в родині службовців.
У 1950 році закінчив акторський факультет Ташкентського державного інституту театрального мистецтва ім. О. М. Островського.
До 1953 року був актором Магнітогорський драматичний театр імені О. С. Пушкіна, у 1953—1962 рр. — Брянського обласного драматичного театру.
З 1962 року — актор Одеського драматичного театру.
Як режисер поставив близько 30 вистав в Одеському російському театрі та Одеському українському музично-драматичному театрі ім Василька.
Знімався у кіно, дебютував у картині «Гадюка» (1965). Зіграв у фільмах та мінісеріалах близько п'ятдесяти різнохарактерних ролей.
Був членом Національної спілки кінематографістів України.
Працював в Одеській державній консерваторії ім. А. В. Нежданової, обіймаючи посаду доцента.
Помер 20 жовтня 2000 року в Одесі.

### Родина
- Донька: Скарга Юлія Борисівна (нар. 1961) — актриса Одеського академічного театру російської драми. Закінчила Державний інститут театрального мистецтва у Москві. Заслужена артистка України.
- Син: Скарга Геннадій Борисович (нар. 1958) — актор Одеського академічного театру російської драми. Закінчив Школу-студію МХАТ. Заслужений артист України.

## Театральна творчість

### Ролі
- Герострат — «Забути Герострата»;
- Меркуціо — «Ромео і Джульєтта»;
- Хлудов — «Біг»;
- Генрі Джеймс  Честерфілд — «Загнана коняка»;
- Раєвський — «Всього тринадцять місяців»;
- Борис Годунов — «Цар Федір Іоанович» та інші.

### Режисерські роботи
Одеський російський драматичний театр
- «Уступи місце завтрашньому дню», «Зірки на ранковому небі», «Ваша сестра і племінниця», «Кицька на розпаленому даху».

Одеський український музично-драматичний театр
- «Старий дім», «Поріг», «Вечір», «Ретро», «Матроська тиша», «Провінціалки» та інші.

## Фільмографія
Акторські кінороботи:
1. «Гадюка» (1965, Ємельянов)
2. «Пошук» (1967, Чеботар)
3. «Тиха Одеса» (1967, комендант)
4. «Весільні дзвони» (1968, Гуревич)
5. «Випадок зі слідчої практики» (1968, командир)
6. «Визволення» (1968—1971, майор Орлов, командир батальйону)
7. «Я його наречена» (1969, Нєкрасов; «Мосфільм»)
8. «Крутий горизонт» (1970, Костенко)
9. «Інспектор карного розшуку» (1971, Миронов)
10. «Відвага» (1971, Вошаглік Йозеф, полковник)
11. «Море нашої надії» (1971, Павлюк)
12. «Офіцер запасу» (1971, Бужор)
13. «Легка вода» (1972, Рамазанов)
14. «Вашингтонський кореспондент» (1972, Бредфорд; «Білорусьфільм»)
15. «Петька у космосі» (1972, Андрій)
16. «Будні карного розшуку» (1973, Євген Ігнатович Миронов, підполковник міліції)
17. «Зарубка на згадку» (1973, Жердан; «Молдова-фільм»)
18. «Відповідна міра» (1974, Гарак)
19. «Сузі, мила Сузі» / нім. Suse, liebe Suse (1974, Борис; НДР)
20. «Шпак і Ліра» (1974, генерал Крінглі)
21. «Велике протистояння» (1974, Всеволод Михайлович, асистент режисера)
22. «Чорний караван» (1975, Форстер)
23. «Що з тобою коїться?» (1975, Лев Іванович, директор школи)
24. «Ніхто замість тебе» (1976, Батріну)
25. «Хто — за? Хто — проти?» (1977)
26. «А до нас цирк приїхав» (1978, к/м; завуч (немає в титрах)
27. «Фортеця» (1978, Борис Петрович Журавльов, полковник)
28. «Усе вирішує мить» (1978, Павлінов; «Ленфільм»)
29. «Вигідний контракт» (1979, підполковник міліції Зубарєв)
30. «Депутатський час» (1980, Рогов)
31. «Через Гобі і Хінган» (1981, генерал-лейтенант)
32. «Пригоди Тома Соєра і Гекльберрі Фінна» (1981, суддя Тетчер)
33. «Екіпаж машини бойової» (1983, полковник)
34. «Спокуса Дон-Жуана» (1985, старійшина)
35. «Поїзд поза розкладом» (1985, начальник залізниці)
36. «Полювання на дракона» (1985, Франц Брокман, святий отець)
37. «Суперниці» (1985, Василь Васильович Паршин, чиновник зі Спорткомітету)
38. «Була не була» (1986, режисер на стадіоні)
39. «В одне єдине життя» (1986, Сергій Борисович, секретар обкому)
40. «Шлях до себе» (1986, Веніамін Васильович Крюков. Голова колгоспу)
41. «Шабля без піхов» (1987)
42. «Ваш спеціальний кореспондент» (1987, Міхай Тимофійович Спину, секретар райкому)
43. «Похорон на другому поверсі» (1991, Заборін, мафіозі)
44. «Трагедія століття» (1993, Орлов; Росія—Сирія)
45. «Я сама» (1993, прокурор)
46. «Поїзд до Брукліна» (1994, Будько; Росія—Україна)